# El camino (serie de televisión)
El camino es una miniserie televisiva, adaptación de la novela homónima de Miguel Delibes, dirigida por Josefina Molina y emitida por Televisión Española del 17 al 21 de abril de 1978. El 30 de marzo de 2009 la serie fue reestrenada en la página web de Radio Televisión Española, donde se pueden ver íntegros todos los capítulos y de forma permanente y gratuita.

## Argumento y estructura
El camino cuenta la historia de un niño de 11 años, Daniel El Mochuelo, quien ha sido matriculado en un colegio en la ciudad y tendrá que dejar el pueblo en el que se ha criado para siempre. La noche antes de su partida hacia la ciudad, Daniel recuerda su infancia y las historias de los habitantes del valle en el que se ha criado. Son recuerdos alegres pero, a la vez, amargos, ya que a través de esa sucesión de imágenes el joven Daniel se despide no sólo de sus amigos y de sus vecinos, sino también de su propia niñez.
La serie se compone de cinco episodios de entre 25 y 30 minutos cada uno que reproducen fielmente la novela. De hecho, el rodaje de "El camino" tuvo lugar en la pequeña localidad de Molledo (Cantabria), lugar muy ligado a la infancia de Delibes, ya que el escritor pasó allí los primeros años de su vida.

## Ficha artística
| Personaje          | Intérprete              |
| ------------------ | ----------------------- |
| Daniel El mochuelo | Fernando Aguilera       |
| Mariuca            | Enriqueta Carballeira   |
| Don Moisés         | Félix Rotaeta           |
| Lola               | Amparo Baró             |
| Irene              | Alicia Hermida          |
| Don José           | Antonio Gamero          |
| Josefa             | Paloma Hurtado          |
| El padre           | Francisco Casares       |
| La madre           | Amparo Valle            |
| Sara               | Paloma Pagés            |
| Andrés             | Fernando Sánchez Polack |

## Ficha técnica
| Dirección                                              | Josefina Molina                          |
| Guion (basado en la novela homónima de Miguel Delibes) | Josefina Molina y Jesús Martínez de León |
| Productor Ejecutivo                                    | Salvador Augustin                        |
| Director de Fotografía                                 | Magi Zorruella                           |
| Sonido                                                 | Antonio Yeti                             |
| Vestuario                                              | Carmen G. Villa                          |
| Música Original                                        | Román Alis                               |
| Montaje                                                | José Luis Gil                            |
| Director artístico                                     | Rafael Palmero                           |

## Premios
- Festival Internacional de Praga: Mejor Realización